# Ceroptera rufitarsis
Ceroptera rufitarsis är en tvåvingeart som först beskrevs av Johann Wilhelm Meigen 1830.  Ceroptera rufitarsis ingår i släktet Ceroptera och familjen hoppflugor. Inga underarter finns listade i Catalogue of Life.